# キャンパス・クルセード・フォー・クライスト
キャンパス・クルセード・フォー・クライスト (Campus Crusade for Christ) は、1951年、ビル・ブライトがアメリカUCLAで創設したプロテスタント系キリスト教宣教団体である。現在は世界190カ国以上で活動をしている。
現総裁は、スティーブ・ダグラス。国際本部は米国フロリダ州オーランド。
日本支部は埼玉県所沢市にあり、日本福音同盟の協力会員。日本CCCでは、救霊、育成、派遣を働きの3本柱とし、主に大学生を対象に全国的に活動を展開している。通称名　Student Impact。
『四つの法則』『Knowing God Personally』と称する小冊子を通して、聖書が説く神の愛と罪の赦しの教えを伝えている。その基本理念は以下の通り。
- 神は人を造り、人を愛している。
- 人には罪があり、神との間に深い断絶ができている。そのため、神を知ることも体験することもできなくなっている。
- 人の「罪」のために、神が用意した解決が、イエス・キリストである。人はイエス・キリストによって神の愛を知り体験することができる。
- 人は誰でも、イエス・キリストを受け入れることによって、神の愛を知り体験することができるようになる。

人は神の言葉への信頼（信仰）によってのみ救われるとする。
人の感情は信頼の結果として伴うものであり、感情的な高揚感があるかないかは人の救いの確かさとは無関係であるとする伝統的な信仰義認の教理に立つ。
これらをわかりやすくするために、人を汽車に例えて、神（神の言葉）が機関車、信仰（信頼）が連結器、感情を客車とし、「客車がなくても機関車は走るが、客車が機関車をひっぱることはできない」と解説される。
神の言葉である聖書よりも特定の個人の宗教体験や哲学を優先させるとして、カルト宗教に対し注意を喚起している。
2011年7月19日、「十字軍」を意味するクルセードの語を用いることが、キリスト教の教えを伝えるにあたって障害となっていたため、団体名を「Cru（クル）」に変更すると発表した。変更は2012年初旬に行われるが、グループ名変更が適用されるのは現在のところアメリカ合衆国内でのみ。創設者の妻ヴォネット・ブライトによると、ビル・ブライトは当初から団体名に変更の必要があると考えていた。